# Donji Bogićevci
Donji Bogićevci su naselje u općini Dragalić u Brodsko-posavskoj županiji. Nalaze se južno od Dragalića, a zapadno od Gorica i sjeverno od Pivara. Prema popisu stanovništva iz 2011. godine Donji Bogićevci su imali 84 stanovnika, dok su 2001. imali 76 stanovnika od toga 38 Hrvata i 32 Srbina. Selo je bilo okupirano u Domovinskom ratu i teško je stradalo, oslobođeno je 1995. godine u vojno redarstvenoj operaciji Bljesak.
| broj stanovnika | 231   | 239   | 224   | 280   | 295   | 370   | 358   | 423   | 436   | 429   | 447   | 446   | 370   | 327   | 76    | 84    | 45    |
|                 | 1857. | 1869. | 1880. | 1890. | 1900. | 1910. | 1921. | 1931. | 1948. | 1953. | 1961. | 1971. | 1981. | 1991. | 2001. | 2011. | 2021. |

- Fusnota  Donji Bogićevci su do 1991. godine iskazivani se pod imenom Donji Bogičevci.